# Toni Zeller
Anton „Toni“ Zeller (* 15. Dezember 1909 in Ruhpolding; † 1962) war ein deutscher Skilangläufer und Skispringer.

## Karriere
Toni Zeller wurde 1925 Bayerischer Jugendmeister im Langlauf. Sein Bruder Josef war zur gleichen Zeit als Skispringer aktiv. 1934 reiste Toni Zeller auf Einladung des DSV nach Lahti, Finnland, wo er bester Mitteleuropäer im Langlauf wurde. Bei den Nordischen Skiweltmeisterschaften 1935 trat er im Skilanglauf über 18 km an und wurde Neunzehnter.
Bei seiner Teilnahme an den Olympischen Winterspielen 1936 in Garmisch-Partenkirchen belegte er im 18 km Rennen den 27. Rang. Im 4 × 10-km-Staffelrennen wurde er zusammen mit Herbert Leupold, Friedl Däuber und Willy Bogner Sechster. Im gleichen Jahr wurde er über 18 km Deutscher Meister.
1934, 1936 und 1937 konnte er zudem mit der 4 × 10-km-Staffel die deutsche Meisterschaft gewinnen.
Am 6. Oktober 1937 beantragte er die Aufnahme in die NSDAP und wurde rückwirkend zum 1. Mai desselben Jahres aufgenommen (Mitgliedsnummer 5.358.385), 1934 war er der SA beigetreten und dort 1939 Oberscharführer.